# Skipsea
Skipsea är en ort och civil parish i Storbritannien.   Den ligger i kommunen East Riding of Yorkshire och riksdelen England, i den sydöstra delen av landet, 270 km norr om huvudstaden London. Skipsea ligger 5 meter över havet och antalet invånare är 693.
Terrängen runt Skipsea är mycket platt. Havet är nära Skipsea österut.  Närmaste större samhälle är Bridlington, 12,0 km norr om Skipsea. 